# 1월 29일
1월 29일은 그레고리력으로 29번째(윤년일 경우도 29번째) 날에 해당한다.

## 사건
- 661년 - 알리의 죽음으로 정통 칼리파 시대가 끝나다.
- 757년 - 연(燕)의 황제 안녹산이 아들 안경서(安慶緒)의 손에 죽다.
- 1802년 - 존 버클리가 미국 의회도서관 최초로 사서 고용.
- 1819년 - 토머스 스탬퍼드 래플스 경, 싱가포르 상륙.
- 1861년 - 캔자스주가 미국의 34번째 주가 되었다.
- 1955년 - 미국 의회, 대만방위결의안 통과; 대통령에게 무력사용권한 부여.
- 1955년 - 단성사 앞 저격 사건이 일어나다.
- 1968년 - 베트콩이 남베트남을 상대로 구정 공세를 시작하다.
- 2002년 - 미국의 대통령 조지 W. 부시가 조선민주주의인민공화국·이라크·이란을 '악의 축'으로 언급.
- 2008년 - 소행성 2007 TU24가 지구와 약 55만km 정도로 근접하다.

## 문화
- 1944년 - USS 미주리 (BB-63)의 진수식이 거행되다.
- 1966년 - 뉴질랜드 오클랜드 공항 개항.
- 2011년 - 2011년 AFC 아시안컵 3·4위전이 열리다.
- 2017년 - 걸그룹 아이오아이가 데뷔 1년만에 전격 해체하였다.

## 탄생
- 919년 - 요나라의 제3대 황제 요 세종. (~951년)
- 1396년 - 조선의 왕족 효령대군. (~1486년)
- 1688년 - 스웨덴의 신학자, 과학자 에마누엘 스베덴보리. (~1772년)
- 1737년 - 영국의 사상가 토머스 페인. (~1809년)
- 1749년 - 덴마크의 국왕 크리스티안 7세. (~1808년)
- 1782년 - 프랑스의 오페라 작곡가 다니엘 오베르. (~1871년)
- 1832년 - 미국의 군인 보스턴 코빗. (~1894년)
- 1843년 - 미국의 제25대 대통령 윌리엄 매킨리. (~1901년)
- 1860년 - 러시아의 극작가 안톤 체호프. (~1904년)
- 1881년 - 대한제국의 독립운동가 김규식. (~1950년)
- 1883년 - 북아일랜드의 축구 선수 빌리 맥크라켄.
- 1884년 - 스웨덴의 정치인, 총리 리카르드 산들레르. (~1964년)
- 1887년 - 독일 황제 아우구스트 빌헬름 폰 프로이센 왕자. (~1949년)
- 1892년 - 미국의 배우, 영화감독 에른스트 루비치. (~1947년)
- 1902년 - 마카오의 정치인 겸 외교관 루주즈. (~2008년)
- 1904년 - 대한민국의 정치인 윤제술. (~1986년)
- 1919년
  - 대한민국의 기업인 박동균.
  - 한국계 미국의 군인이자 전쟁 영웅, 대령 김영옥. (~2005년)
- 1923년 - 대한민국의 기업인 안상민. (~2015년)
- 1924년 - 미국의 배우 도러시 멀론. (~2018년)
- 1926년 - 파키스탄의 노벨물리학상 수상자 압두스 살람. (~1996년)
- 1927년 - 대한민국의 배우 백설희. (~2010년)
- 1930년
  - 대한민국의 시인, 문학평론가 천상병. (~1993년)
  - 일본의 성악가, 기업인 오가 노리오. (~2011년)
- 1940년
  - 미국의 배우 캐서린 로스.
  - 미국의 희극인 하워드 헤스먼. (~2022년)
- 1941년
  - 대한민국의 기업인 박영주. (~2023년)
  - 미국의 시인, 작가, 정치 이론 및 활동가, 언론인, 강사 로빈 모건.
- 1942년
  - 대한민국의 국회의원 한광옥.
  - 쿠바의 우주인 아르날도 타마요 멘데즈.
- 1945년 - 말리의 제6대 대통령 이브라임 부바카르 케이타. (~2022년)
- 1947년
  - 미국의 생물학자 린다 B. 벅.
  - 미국의 영화배우 어니 라이블리. (~2021년)
- 1948년 - 일본의 우주인 모리 마모루.
- 1951년 - 일본의 축구 감독 가토 히로시.
- 1953년 - 중화민국의 가수 등려군. (~1995년)
- 1954년 - 미국의 방송인 오프라 윈프리.
- 1959년 - 대한민국의 미스코리아 출신 가수 김성희.
- 1960년 - 미국의 다이빙 선수 그레그 루가니스.
- 1962년
  - 일본의 만화가 사다모토 요시유키.
  - 팔레스타인의 정치인 이스마일 하니예. (~2024년)
  - 폴란드의 작가 올가 토카르추크.
- 1965년 - 대한민국의 배우 조민수.
- 1966년 - 브라질의 축구 선수 호마리우.
- 1968년
  - 대한민국의 배우 김서라.
  - 대한민국의 성우 배정미.
- 1969년 - 일본의 가수 하이도.
- 1970년
  - 미국의 배우 헤더 그레이엄.
  - 미국의 정치인 폴 라이언.
- 1972년
  - 대한민국의 전 야구 선수, 현 야구 코치 김종훈.
  - 일본의 전 축구 선수 모리야스 히로시.
- 1974년
  - 대한민국의 배우 양진영.
  - 조선민주주의인민공화국의 공작원 원정화.
  - 일본의 성우 나카야마 사라.
  - 일본의 가수 와다 코지. (~2016년)
- 1975년
  - 대한민국의 성우 이광수.
  - 미국의 배우, 모델 켈리 팩카드.
- 1976년 - 대한민국의 희극인 조지훈.
- 1979년
  - 대한민국의 리포터 김성희.
  - 대한민국의 의사 조혜진.
- 1980년 - 대한민국의 가수 성용욱.
- 1981년
  - 대한민국의 가수 신예원.
  - 멕시코의 배우 테노치 우에르타.
- 1982년
  - 대한민국의 축구 선수 김동진.
  - 일본의 여성 아나운서 스즈키 나오코.
  - 미국의 가수, 작곡가, 배우 애덤 램버트.
- 1983년 - 대한민국의 배우 오태경.
- 1984년
  - 대한민국의 재즈 가수 허소영.
  - 말레이시아의 전 축구 선수 사피 살리.
- 1985년
  - 대한민국의 래퍼 더 콰이엇
  - 대한민국의 전도사 공윤성.
  - 대한민국의 역도 선수 사재혁.
  - 오스트레일리아의 배우 이저벨 루커스.
- 1986년
  - 대한민국의 배우 안세하.
  - 일본의 배우 야스다 소타로.
  - 미국의 배우 드루 타일러 벨.
- 1987년
  - 대한민국의 배우 권소현.
  - 미국의 야구 선수 호세 아브레유.
- 1988년
  - 미국의 한국계 야구 선수 최현.
  - 대한민국의 전직 스타크래프트 프로게이머 임진묵.
- 1989년 - 프랑스의 배우 프랑수아 시빌.
- 1990년
  - 폴란드의 축구 선수 그제고시 크리호비아크.
  - 노르웨이의 축구 선수 잉리 모에 볼.
- 1991년
  - 대한민국의 전 리그 오브 레전드 프로게이머 푸만두.
  - 대한민국의 전 배우 박훈정.
- 1992년
  - 대한민국의 전 축구 선수 김태훈.
  - 브라질의 축구 선수 펠리피뉴.
  - 대한민국의 전직 스타크래프트 프로게이머 황희두.
- 1993년
  - 잉글랜드의 축구 선수 프랜 커비.
  - 조지아의 축구 선수 발레리 카자이슈빌리.
  - 일본의 가수 겸 패션모델 캬리 파뮤파뮤.
- 1994년
  - 일본의 성우 사쿠라 아야네.
  - 대한민국의 태권도 선수 김소희.
- 1995년
  - 대한민국의 전직 리그 오브 레전드 프로게이머 카린.
  - 대한민국의 전 야구 선수 원혁재.
- 1996년 - 대한민국의 야구 선수 박정수.
- 1997년
  - 대한민국의 리그 오브 레전드 프로게이머 렘.
  - 일본의 배우 히라노 쇼.
- 1998년 - 일본의 가수 무카이치 미온.
- 1999년
  - 대한민국의 축구 선수 황태현.
  - 대한민국의 바둑 기사 설현준
- 2000년 - 대한민국의 가수 다비.
- 2001년
  - 대한민국의 가수 이대휘 (AB6IX, 워너원).
  - 대한민국의 축구 선수 정성원.
  - 대한민국의 가수 소섬.
- 2002년 - 대한민국의 야구 선수 김형욱.
- 2003년 - 대한민국의 연구기관단체장 전연우.
- 2004년 - 대한민국의 배우 조용진.* 2016년 - 대한민국의 유튜버 김승리.

### 미상
- 대한민국의 과학자, 수의사 황우석.

## 사망
- 661년 - 이슬람의 4대 정통 칼리파 알리 이븐 아비 탈리브. (601년~)
- 1730년 - 로마노프 왕조의 군주 러시아의 표트르 2세. (1715년~)
- 1820년 - 영국의 국왕 조지 3세. (1738년~)
- 1915년 - 조선의 성리학자 겸 의병장 유인석. (1842년~)
- 1918년 - 프랑스의 중국학자 에두아르 샤반. (1865년~)
- 1934년 - 독일의 화학자 프리츠 하버. (1868년~)
- 1943년 - 제정러시아의 정치인 블라디미르 코콥초프. (1853년~)
- 1954년 - 미국의 정치인 올레 H. 올슨. (1872년~)
- 1962년 - 미국의 바이올린 연주자, 작곡가 프리츠 크라이슬러. (1875년~)
- 1963년 - 미국의 시인 로버트 프로스트. (1874년~)
- 1964년 - 미국의 정치인 베일 피트먼. (1880년~)
- 1975년 - 대한민국의 군인 안광수. (1925년~)
- 2006년 - 대한민국의 현대 미술가 백남준. (1932년~)
- 2008년 - 대한민국의 가수 김창익. (1957년~)
- 2010년 - 대한민국의 가수 이남이. (1948년~)
- 2016년 - 프랑스의 영화감독 자크 리베트. (1928년~)
- 2017년 - 대한민국의 독립운동가 이갑상. (1924년~)
- 2019년 - 미국의 싱어송라이터 제임스 잉그램. (1952년~)
- 2022년 - 미국의 희극인 하워드 헤스먼. (1940년~)
- 2023년
  - 미국의 영화배우 애니 워싱. (1977년~)
  - 미국의 화학자 윌 스테판. (1947년~)
  - 대한민국의 경제학자 허수열. (1952년~)
- 2024년
  - 대한민국의 정치인 김고성. (1941년~)
  - 일본의 테러리스트 기리시마 사토시. (1954년~)
  - 일본의 만화가 아시하라 히나코. (1974년~)
  - 이탈리아의 영화배우 산드라 밀로. (1933년~)
  - 대한민국의 법조인 이정우. (1931년~)
  - 대한민국의 교육자 조경식. (1936년~)
  - 팔레스타인의 소녀 힌드 라잡. (2018년~)
- 2025년
  - 이라크의 준군사 조직원 살완 모미카. (1986년~)
  - 영국의 가톨릭 주교 리처드 윌리엄슨. (1940년~)

## 기념일
- 캔자스 데이(Kansas Day): 1861년 1월 29일 캔자스주가 미연방의 34번째 주로 편입된 것을 기념하는 날.
- 한국의 설날 - 1987년, 2006년, 2025년, 2063년, 2082년

## 같이 보기
- 전날: 1월 28일 다음날: 1월 30일 - 전달: 12월 29일 다음달: 2월 28일(2월 29일)
- 음력: 1월 29일
- 모두 보기